# Ritchie Blackmore

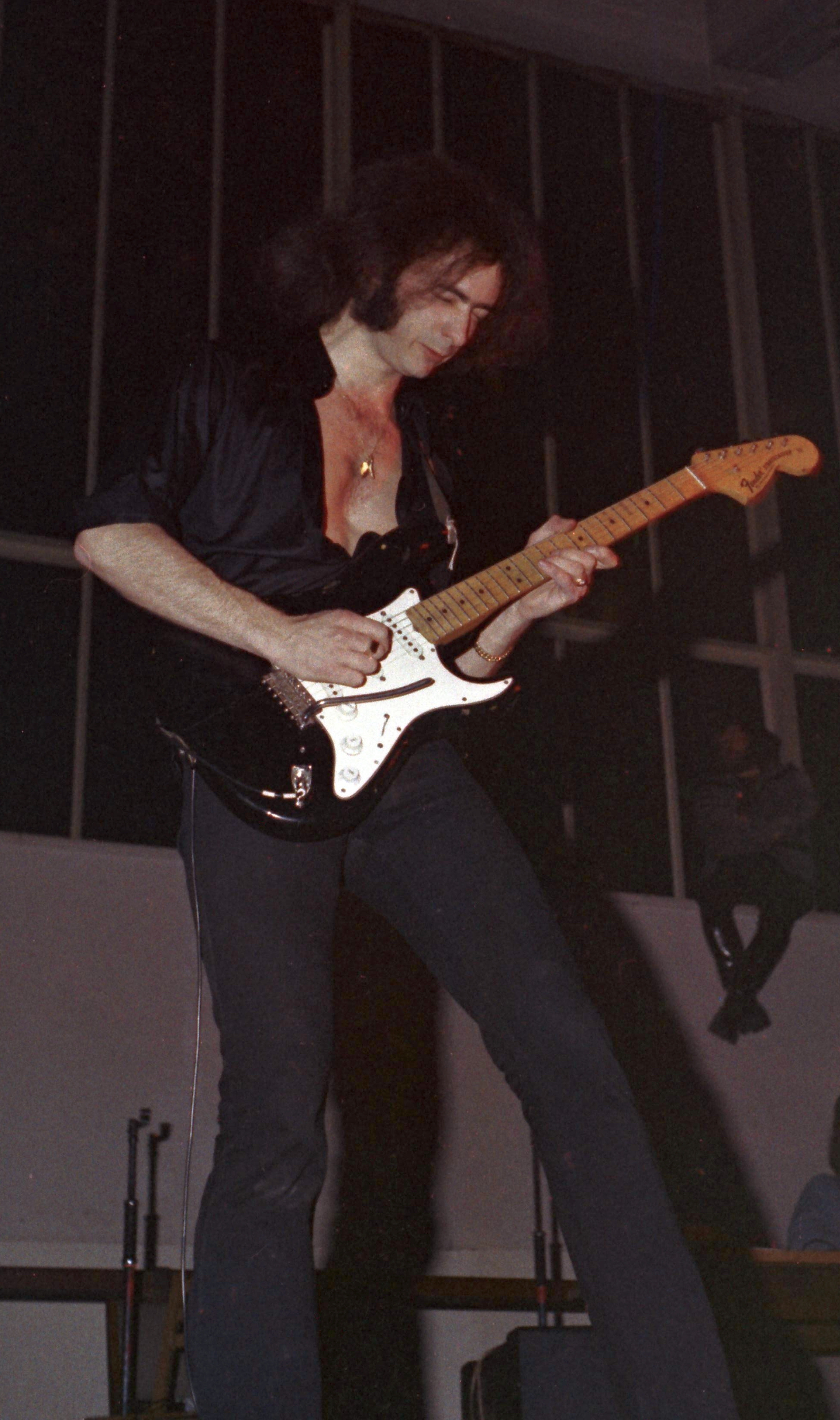
Ritchie Blackmore 1971-ben, Hamburgban

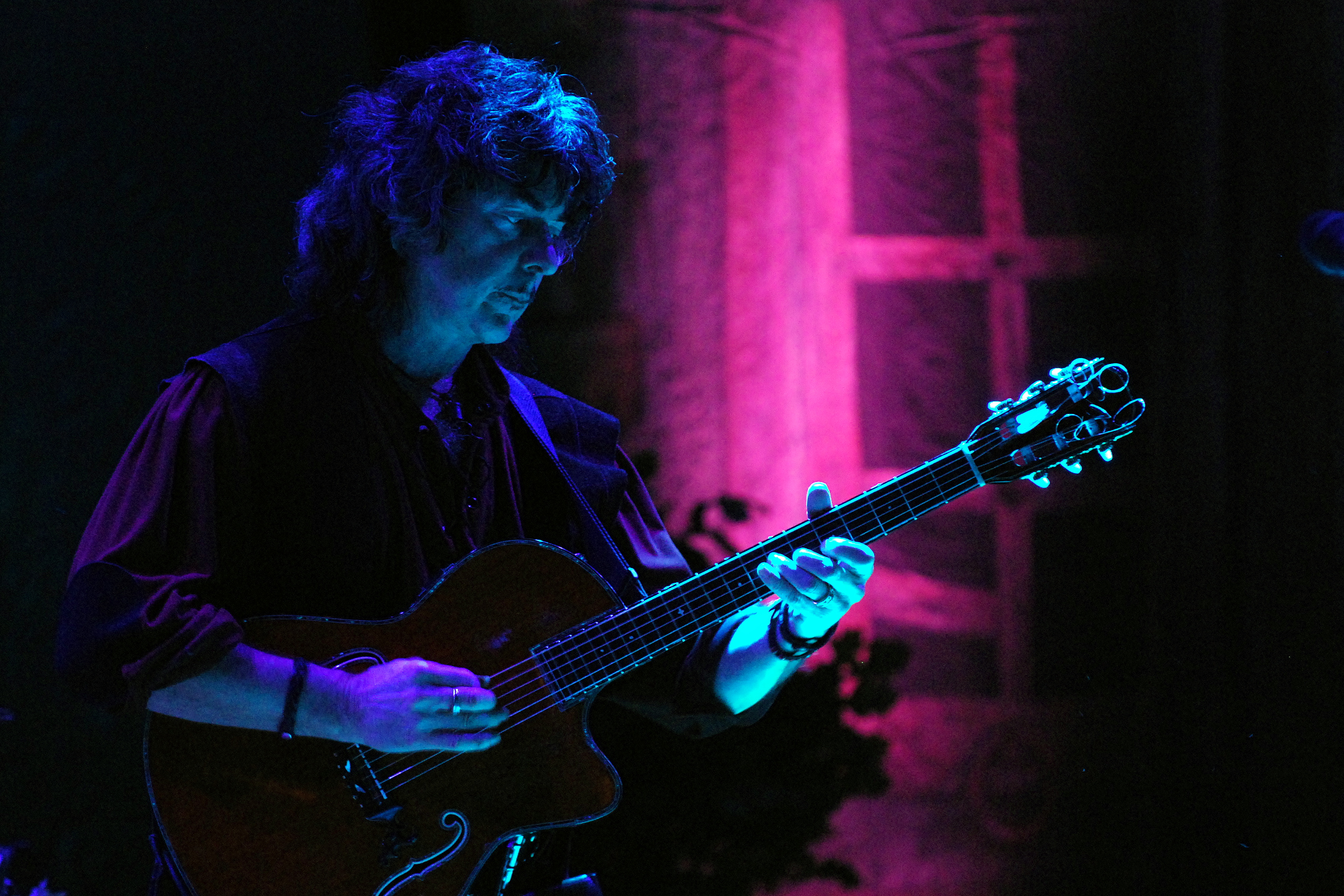
2009, Chicago

Richard Hugh „Ritchie” Blackmore (Anglia, Weston-super-Mare, 1945. április 14. –) híres angol gitáros és zeneszerző. Klasszikus, blues és improvizatív elemeket is ötvöző, rendkívül dinamikus gitárjátékának köszönhetően a szakma a világ egyik legjobb rockgitárosának tartja. Pályafutásának kezdetekor egyedi szólói, riff-jei hatalmas áttörésnek számítottak a rockzene történetében, stílusa és gitárjátékának hangzásvilága máig páratlan.
Elsősorban a Deep Purple és a Rainbow alapító tagjaként vált ismertté. Gitárimprovizáció terén nem igazán akadt vetélytársa azonos zenei stílusban, szinte sosem hallhattunk Purple és Rainbow koncerteken olyan szólókat, gitárjátékot, ami megegyezik a stúdióban felvett hanganyaggal, mindig másképp adták elő dalaikat. Jon Lord Hammond orgonájának hangzásával és stílusával karöltve gitárjátékának nem volt párja fénykorában.
1997 óta feleségével, Candice Nighttal (eredeti neve: Candice Lauren Isralow) a Blackmore’s Night formációban zenél együtt, ám meglepetésszerűen 2018-ban kiadott egy Rainbow dalt, Waiting For A Sign címmel, ami bizonyítja, hogy a rock műfajában sem fejlődött vissza gitárjátéka az évek alatt. Feleségével New Yorkban, Long Islanden élnek.
Mivel tagja volt a Deep Purple zenekarnak, 2016 áprilisában beiktatták a Rock and Roll Hall of Fame-be.

## Fiatalkora
Az angliai Weston Super Mare nevű településen született, majd 2 éves korában családjával Hestonbe költöztek. Első gitárját tizenegy évesen kérte, s apja azzal a feltétellel vette meg: vagy megtanul rendesen játszani, vagy a fején töri ketté. Az apai „ösztökélésre” egy évig klasszikus gitárleckéket vett, ez alapozta meg technikai tudását.
Egy 1979-ben, a Sounds magazinnak adott interjúban Blackmore azt mondta, azért kezdett el gitározni, mert olyan szeretett volna lenni, mint Tommy Steele. Blackmore rendkívül utálta az iskolát és a tanárait.
Iskolás korában előszeretettel sportolt, főként a gerelyhajítás terén ért el kisebb eredményeket. Az iskolát 15 évesen hagyta ott, majd rádiószerelőként kezdett dolgozni a lakhelyéhez közeli Heathrow Repülőtéren. Elektromos gitárleckéit Big Jim Sullivan gitárostól vette.

## Zenei stílusa
Ritchie Blackmore-t szokás minden idők egyik legnagyobb hatású gitárosának nevezni, akinek sajátos stílusa jelentette a Deep Purple és a Rainbow hangzásának egyik legfontosabb elemét.
Játéka az újszerűség erejével hatott, ugyanis Blackmore eltért a blues-pentaton skáláktól, helyette játékában rengeteg moll (modális) skálát használt, ezáltal olyan szólókat alkotott, amelyek a 60-as évek végén, a 70-es évek elején még az újszerűség erejével hatottak. Ezért szokták is mondani, hogy Blackmore tudatosabban és professzionálisabban használta gitárját, mint kortársainak többsége.
Stílusára a blues, a komolyzene, valamint a középkori muzsikák voltak hatással. Témáiban többször alkalmazott komolyzenei dallamíveket, ezért gyakran nevezik a neoklasszikus metal egyik legkorábbi előfutárjának is.
Gitárjátékával olyan zenészeket inspirált, mint  Vinnie Moore, Yngwie J. Malmsteen, Gary Holt, Steve Vai, Joe Satriani, John Norum és így tovább.
A Deep Purple legklasszikusabb és legsikeresebb korszakát az 1969 és 1973 közé tehető Gillan-Glover-Paice-Lord-Blackmore (Mk. II) felállás képezi, ezért a rajongók többsége is ennek a felállásnak tulajdonítja az együttes védjegyszerű hangzásának a kialakulását.

## Felszerelése
A 60-as években Gibson ES-335-öt használt, majd 1970-ben a Fender Stratocaster mellett tette le a voksát, a Blackmore's Night 1997-ben való megalapításáig ilyen gitárt használt. A komfortosabb zenélés érdekében gitárjának középső hangszedőit leszerelte. A 70-es években különböző típusú Stratocastereket használt, de főként használt gitárja egy 1974-es Olympic White modell volt.
Eredetileg 200 Wattos Marshall Major erősítőt használt, melyhez a gyártó utólag hozzáadott egy kimenő fokozatot, hogy minél közelebb legyen hangzásban Blackmore kedvenc, Vox AC30 típusú erősítőjéhez teljes hangerőn. 1994-től ENGL erősítőket használt.

## Pályafutása

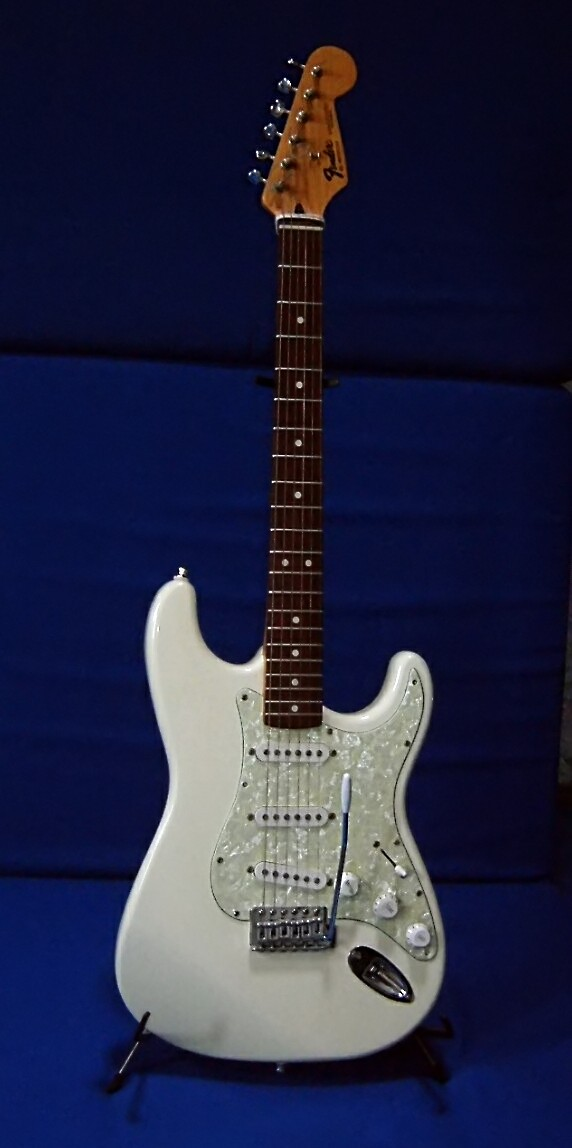
Fender Stratocaster gitár

A hatvanas évek elején a korszak több rövid életű formációjában felbukkant, stúdiózenészként dolgozott, mígnem 1968-ban beszállt a Roundabout együttesbe, amely később Deep Purple néven vált ismertté. Az együttes nevét az 1930-as évek egyik slágere után kapta, amely Blackmore nagyanyjának kedvence volt.
Az együttesben akkor rajta kívül a Hammond orgonát mesterien kezelő Jon Lord, a basszusgitáros Nick Simper, a dobos Ian Paice és Rod Evans énekes zenélt, első albumukról a kislemezként is megjelent Hush Amerikában a lista negyedik helyéig jutott. Legendás felállásuk 1970-ben két személycsere után alakult ki, Ian Gillan énekessel és Roger Glover basszusgitárossal készült első lemezüket a Londoni Filharmonikusokkal vették fel. A korong nagy feltűnést keltett, de nemigen fogyott, ezért Blackmore nem túl finoman azt tanácsolta Lordnak, hogy a jövőben inkább olyan zenét játsszanak, amelyre van is közönség.
Így született meg a gitárcentrikus hard-rock. A Deep Purple négy év alatt olyan jobbnál jobb (milliós példányszámban fogyó) albumokat készített, mint az In Rock, a Fireball, a Machine Head és a Japánban készült dupla élő lemez, olyan dalokkal, mint a Black Night, a Child in Time, Speed King. A virtuóz stílusával iskolát teremtő Blackmore gitárszólói legendássá váltak, a Deep Purple védjegyévé lett Smoke on the Water című dal riffje a rockzene egyik legismertebb motívuma, amelyet valószínűleg már mindenki hallott. (A dalt valós események ihlették, ugyanis éppen a svájci Montreux egyik stúdiójában dolgoztak, amikor porrá égett a helyi kaszinó.)
Fender Stratocaster elektromos gitárjával (ma már kapható Ritchie Blackmore szignatúrájú Stratocaster) és önfejű, virtuóz stílusával generációjának összes rockgitárosára hatott. Technikáját befolyásolta, hogy hüvelyk- és kisujja a legtöbb gitárosénál rövidebb, szólójátéka így részben kényszerből kreatívabb, változatosabb.
1975-ben kilépett a Deep Purple-ből, és megalapította a Rainbow zenekart, majd 1984–1993 között ismét beállt régi társai közé. A Rainbow-s időszak óta koncertjein gitárszólónak feldolgozva előadja Beethoven 9. szimfóniájából az Örömódát — ez először a Difficult to Cure című albumon szerepelt. A Deep Purple-lel a zenekaron belüli feszültség miatt szakított 1975-ben (Blackmore-nak soha nem tetszett, ha valami nem úgy volt, ahogy azt ő akarta).
A híres Mark 2 (a második felállás), azaz Gillan, Blackmore, Paice, Lord és Glover másodjára 1984-ben állt össze zenélgetni. A főszervező Ian Gillan (ének) volt, aki már 1982 óta próbálta a legendás ötösfogatot újból a rock országútjára vezetni. Nem véletlen, hogy pont ő kezdte el a dolgot, ugyanis a Gillan Band nem ment valami fényesen, és kár lett volna egy ilyen jó hangot a felejtés homályába küldeni. New York-ba utazott, hogy meghívja Blackmore-t és Glover-t egy baráti kávézgatásra. Az egykori barátok válasza meglepő volt, ugyanis már ők is gondolkoztak egy reinkarnáció megvalósításának lehetőségén. A helyzetük egyszerű, mert a Rainbow, ahol játszottak, gyakorlatilag az övék volt. Ian Paice akkoriban Gary Moore zenekarában dobolt, de mivel egyrészt Gary Moore is nagy barátja volt a Purple muzsikájának, másrészt pedig Jon Lordnak szinte a szomszédja volt, első szóra elengedte Paice-t (egyetlen kérése volt: segítsenek gyorsan másik dobost találni a helyére).
Az 1984-es karácsonyi lemezvásárra megjelent az új Deep Purple lp, a Perfect Strangers. Színtiszta Purple, a jellegzetes hangzás, ugyanakkor, mégis modern. A címadó dal azóta minden koncerten alapkövetelmény. Jött a turné, majd a folytatás: The house of blue light (1986, a lemezbemutató turné első 3 állomása Budapest volt). Annyira nem volt nagy visszhangja, mint az előzőnek, de említésre méltó daraboknak is helyet ad. Ismét kiéleződtek a zenekaron belüli ellentétek (ezúttal nem annyira a Gillan – Blackmore ellentét, inkább Gillan elégedetlensége volt az ok), ami oly méreteket öltött, hogy az énekest a többiek – egyhangú döntéssel – egyszerűen kitették a zenekarból.(1987)
1992-ben, viszont akármilyen hihetetlen az mk2 újból összeállt. Igaz, csak egy évre. Elkészült a The Battle Rages on. című lemez, jött a turné, de valahogy nem voltak a régiek. Hiányzott a hetvenes évek szelleme, és ők is csak öregedtek, ott a család is... A rossz hangulatot ezúttal az eddig töretlen Deep Purple-tag, a már-már névjegy Ritchie Blackmore szakítja meg váratlan kilépésével. Közvetlenül egy lekötött japán turné előtt távozott. A turné szervezője azt kérte, hogy a kiesett gitárost egy hasonló nagyágyúval pótolják, hogy ne maradjon el a turné, így került a képbe Joe Satriani, akivel le is zajlottak a koncertek, de Satriani stílusa nem igazán passzolt a Purple zenéjéhez. Jött a virtuóz Steve Morse. Blackmore utánozhatatlanul zseniális és invenciózus játékát ugyan nem pótolta, de figyelemreméltó virtuozitásával a zenekar megőrizte a róla alkotott képet. Valószínű, hogy többé már nem látjuk színpadon a legendás ötöst.
Blackmore egy nem túl sikeres albummal, a The Battle Rages on-nal fejezte be Purple-pályafutását. Távozása okaként elsősorban Gillant nevezte meg, aki szerinte – és bizony sok más szakember szerint is – csak önmagának, a rengeteg alkoholnak, cigarettának és a hangképzés elhanyagolásának köszönheti, hogy elveszítette páratlan hangját, hangszínét, óriási hangterjedelmét. (Érdekesség, hogy Blackmore szerint a magyar vonatkozású Anya című dalt Gillan csúnyán elrontotta, és Blackmore számára ez volt az utolsó csepp a pohárban.) Gillan szerint viszont azóta kitűnő a légkör, újból jammelnek, mint régen, élvezetes a zenélés, és talán visszatértek a legendás hetvenes évek. Talán mindkettőjüknek igaza volt a maga szempontjából.
1995-ben újraalakult a Rainbow Ritchie Blackmore's Rainbow néven. Ebben az időszakban keletkezett a Stranger In Us All című album, amelyen Blackmore jelenlegi felesége, Candice Night Doogie White mögött háttérvokálosként hallható. Vele 1997 óta játszik együtt Ritchie Blackmore a Blackmore’s Night zenekarban. Inkább már akusztikus gitáron hallhatjuk páratlanul virtuóz, kimunkált, kristálytiszta gitárjátékát. Időnként azonban a jól ismert Stratocaster hangja is megjelenik.

## Botrányok
Több botrányt okozott a „mosoly nélkülinek” is nevezett gitáros, ezek egyike volt az 1974-es California Jam fesztivál (a Deep Purple-lel lépett fel) ahol Blackmore kijelentette, hogy csak sötétben, műfény világításban hajlandó fellépni. Kívánságát nem teljesítették, ennek ellenére színpadra lépett, de olyan ideges volt, hogy a koncert végén, a Space Truckin című számuk előadása közben egy hozzá közel merészkedő operatőrt megtámadott a gitárjával. Nemcsak a kamerát tette tönkre, de a stáb emberét is megsebesítette. Ezután szétverte, majd a közönség soraiba dobta a gitárját, a hangrendszerét felgyújtotta, a színpad felett lévő hatalmas ponyva ettől lángra lobbant, a nézők pánikba estek. A koncert végén a Deep Purple menedzsere, John Coletta azonnal helikopterbe ültette, mielőtt elfajultak volna a dolgok.
Egy másik, legendás történetben Blackmore és Rod Stewart, a Faces énekese egymásnak esett egy szállodában, de amikor valaki megpróbálta szétválasztani őket, a két muzsikus inkább ellene fordult. Az incidens 25 ezer dollárjába került a Warner Bros. Recordsnak.

## Lemezek

### Deep Purple
A lista nem teljes, a koncertalbumok közül csak a fontosabbak szerepelnek.
- Shades of Deep Purple (1968)
- The Book of Taliesyn (1968)
- Deep Purple (1969)
- Concerto for Group and Orchestra (1969)
- Deep Purple in Rock (1970)
- Fireball (1971)
- Machine Head (1972)
- Made in Japan (1972)
- Who Do We Think We Are (1973)
- Burn (1974)
- Stormbringer (1974)
- Made in Europe (1976)
- Perfect Strangers (1984)
- The House of Blue Light (1987)
- Nobody’s Perfect (1987)
- Slaves and Masters (1990)
- The Battle Rages On (1993)
- Come Hell or High Water (1994)

### Rainbow
- Ritchie Blackmore’s Rainbow (1975)
- Rising (1976)
- On Stage (1977)
- Long Live Rock ’n’ Roll (1978)
- Down to Earth (1979)
- Difficult to Cure (1981)
- Straight Between The Eyes (1982)
- The Best Of Rainbow (1981)
- Bent Out Of Shape (1983)
- Finyl Vinyl (1986)
- Live in Germany 1976 (1990)
- Stranger In Us All (1995)
- Catch The Rainbow: The Anthology (2003)
- Live – Kölner Sporthalle 25. September 1976 (2006)
- Live – Düsseldorf Philipshalle 27.September 1976 (2006)
- Live – München Olympiahalle 20.Oktober.1977 (2006)
- Ritchie Blackmore´s Rainbow – Live at Budokan, Tokió 1984 (2006)

### Blackmore's Night
- Shadow Of The Moon (1997)
- Under A Violet Moon (1999)
- Fires At Midnight (2001)
- Minstrels And Ballads (2001)
- Past Times With Good Company (2002)
- Ghost Of A Rose (2003)
- Best Of Blackmore’s Night (2003)
- Beyond The Sunset – The Romantic Collection (2004)
- The Village Lanterne (2005)
- Winter Carols (2006–2007)
- Secret Voyage (2008)
- Autumn Sky (2010)